# Szentesi tévétorony
A szentesi tévétorony egy Szentes városa melletti mezőn található. Jelenleg 235 méter magas, a korábbi 240 méteres magasságából 2008-ban antennacsere során 5 métert vesztett, azonban így is az ország legmagasabb televíziós adótornya. Csongrád-Csanád vármegye legmagasabb építménye. A közönség számára nem látogatható, ugyanis nem erre készült. A toronyból az Antenna Hungária sugározta korábban az analóg M1, TV2, RTL Klub csatornákat, jelenleg a digitális MinDig TV műsorait sugározza. Ezen kívül országos rádióadókat (Kossuth, Bartók, Petőfi, Dankó rádió adók) is sugároz. Továbbá innen szórja adását a szentesi Rádió 451 adó is. Az Alföld négy vármegyéjében, Csongrád-Csanád, Békés, Bács-Kiskun és Jász-Nagykun Szolnok vármegyékben vehető a toronyból sugárzott adás. A torony megépítése óta gerincállomásként van nyilvántartva. Az állomás a digitális mikrohullámú Országos Transzport Hálózat (OTH) egyik telephelyeként is üzemel. A digitális technika lehetővé teszi, hogy a környező tornyok szinkronizált, egyfrekvenciás (SFN) hálózatot képezzenek, így a szentesi is, a szegedi tévétorony, illetve a battonyai átjátszó torony közreműködésével.

## Története
A puszta közepébe állított adóállomás építése 1959 tavaszán kezdődött meg Reiner Endre tervei alapján. A három méter átmérőjű acélcsövekből összeszerelt torony őszre elkészült, novemberben a város lakói társadalmi munka keretében húzták helyükre a 12 darab karvastagságú tartókábelt, amiket 6 kikötőtömbön rögzítettek. Hivatalosan 1960. február 20-án kezdte meg a sugárzást. 1974-ben a biztonság növelése érdekében az acélcső tornyot kívülről rácsos övszerkezettel erősítették meg.
1959. december 13-án kapcsolták be először az adóberendezést, ekkor a torony még „csak” 218,5 méter magas volt. 1960. február 20-án avatták fel ünnepélyesen. Innentől az M1 analóg csatornáját sugározta az R10-es csatornán. 
1970-től az M2 analóg csatornát is sugározta az E23-as adón.
1997 októberében az analóg földfelszíni M2 sugárzása megszűnt, helyette elindult a kereskedelmi televíziózás. 2 új analóg csatorna sugárzása kezdődött meg. A TV2 az E23-as adón, az Rtl Klub pedig az E57-es csatornán.
2008. november 18-án elkezdődött a digitális átállás, helikopterrel antenna cserét hajtottak végre.
2008. december 1-jén elindult a MinDig TV "A" Multiplex a E60-as csatornán, továbbá elindult a "C "Multiplex is az E65-ös csatornán.
2013. július 31-én lekapcsolásra került a 3 analóg adó (M1, TV2 és RTL Klub).
2013. augusztus 5-én pedig hosszú várakozás után elindult a "B" multiplex is az E26-os csatornán. Az adóindítása korábban nem valósulhatott meg ugyanis a szegedi tévétorony analóg M1 csatornája ezen a frekvencián került továbbításra.
2013. szeptember 17-én a digitális hozadék sáv felszabadítása miatt a "A" és "C" jelű multiplexen frekvencia cserét hajtottak végre. Így az "A" multiplex az E23-ra, míg a "C" multiplex az E60-ra költözött.
2014. január 2-án a Nemzeti Média- és Hírközlési Hatóság döntése értelmében az egykori Neo FM rádió frekvenciát az MTVA rendelkezésére bocsátja. Így a rádiós sugárzás területén is több változás történt. A Kossuth Rádió másik frekvenciára került, míg a Dankó Rádió elindult Szentes körzetében is.
2014. június 4-én elindult "D" multiplex az E57-es csatornán.
2015. június 18-án közel egyéves várakozás után elindult a "E" multiplex is. Az adó indítása korábban nem valósulhatott meg, ugyanis a szerbiai Subotica (Szabadka) tévétorony,  analóg TV B92 csatornája ezen a frekvencián működött.
2020. Február 4-én a Nemzeti Média- és Hírközlési Hatóság által előírt 700 MHz feletti frekvencia sávkiürítési folyamathoz kapcsolódóan a műszaki átállás első fázisa miatt frekvencia cserékre került sor. Így az "A" multiplex az E26-ra, a "B" multiplex az E57-re és a "D" multiplex az E23-ra költözött.
2020. Április 15-én az 5G hálózat részére fenntartott 700 MHz feletti frekvencia sáv felszabadítása miatt a "B" és "C" jelű multiplexen frekvencia cserét hajtottak végre. Így az "B" multiplex az E31-re, míg a "C" multiplex az E42-re költözött.
2020. Április 15-én az "C" és "D" valamint a "E" jelű multiplexeken átálltak a DVB-T2 szabványra.

## Tűz a toronyban
1973 őszén kezdődött meg a szentesi tv-állomás rekonstrukciója, mely során a tornyon lángvágással több ajtónyílást is készítettek. Az ajtók kivágása eleinte belülről kifelé történt, így a szikrák és az izzó vascseppek a toronytesten kívül hullottak le a földre, több kisebb tüzet okozva a torony közelében. 1975. december 5-én a tv-tornyon 69 méter magasságban vágták ki a rádiótelefon-fülke ajtaját, de ezúttal kívülről befelé haladva. Három munkás kezdte meg az ajtónyílás kivágását kívülről egy pódiumról. A torony belsejében vizes rongyokat csavartak a kábelekre, és további egy fő belülről egy tűzálló lemezt tartott a vágás irányába. Mivel a tv-torony belsejében számos kábel húzódott, a lehulló vasolvadék meggyújtotta a kábelek szigetelését, és a kéményszerűen kiképzett toronyban a lángok gyorsan terjedtek felfelé. Az ajtónyílás kivágásánál dolgozók még le tudtak mászni a külső létrán, azonban a torony csúcsán dolgozó másik három ember fent rekedt 220 méter magasan. Hiába küldtek értük helikoptert, a nagy szél miatt nem tudták őket úgy kimenteni. Meg kellett várniuk, hogy az oltás után valamennyire lehűljön a vasszerkezet, és azután maguk jöttek le a még forró toronyból. Utólag egyértelművé vált, hogy ha nem erősítik meg a szerkezetet a rekonstrukció keretében 1974-ben, a torony összedőlt volna. Erre a napra emlékeztet az a tűzben deformálódott toronydarab, amit az adóállomás lábánál állítottak ki.

## Programok és frekvenciák

### Digitális televízióadók (DVB-T/T2)
- E9 (205,5 MHz) TERVEZETT*
- E22 (482 MHz) MinDig TV "E" multiplex
- E23 (490 MHz) MinDig TV "D" multiplex
- E26 (514 MHz) MinDig TV "A" multiplex
- E31 (554 MHz) MinDig TV "B" multiplex
- E42 (642 MHz) MinDig TV "C" multiplex
- E57 (762 MHz) Digitális Hozadék Sáv (5G hálózat részére fenntartva, DVB-T -célra nem használható)
- E60 (786 MHz) Digitális Hozadék Sáv (5G hálózat részére fenntartva, DVB-T -célra nem használható)
- E65 (826 MHz) Digitális Hozadék Sáv (4G LTE hálózat részére fenntartva, DVB-T -célra nem használható)

### Digitális rádióadók (DAB+)
- 11C (220,352 MHz) "A" multiplex TERVEZETT
- 10C (213,360 MHz) TERVEZETT*
- 12C (227,360 MHz) TERVEZETT*

### Analóg rádióadók (FM)
Jelenleg a következő rádiók sugároznak az adótoronyból az FM sávon:
| Frekvencia (MHz) | Állomás       | ERP     |
| ---------------- | ------------- | ------- |
| 91.6             | Dankó Rádió   | 2 kW    |
| 95.7             | Retro Rádió   | 0.2 kW  |
| 98.8             | Petőfi Rádió  | 32.4 kW |
| 100.4            | Kossuth Rádió | 34.4 kW |
| 106.1            | Rádió 451     | 0.1 kW  |
| 107.3            | Bartók Rádió  | 34.7 kW |

### Korábbi analóg televízióadók
Az adókat 2013. július 31-én kapcsolták le.
- R10 (207,25 MHz) M1
- E23 (487,25 MHz) TV2
- E57 (759,25 MHz) RTL Klub

* GE06 tervben** szerepel, de frekvencia pályázat még nem került kiírásra.
** GE06 terv: genfi frekvencia-kiosztási konferencia, 2006-ban. Itt Magyarország 8 tévés (DVB-T) és 3 rádiós (DAB+) digitális multiplexet kapott.